# ATPL
Airline Transport Pilot License (ATPL) – najwyższa cywilna kategoria licencji pilota statku powietrznego. Osoby posiadające ATPL mogą pełnić rolę dowódcy statków powietrznych o masie całkowitej powyżej 5700 kg lub zabierających na pokład ponad 9 pasażerów.
Niższymi kategoriami licencji lotniczych są CPL, PPL oraz LAPL.
W Stanach Zjednoczonych odpowiednikiem ATPL jest Airline Transport Pilot Certificate (ATP).
W Europie licencja ATPL wydawana jest zgodnie z wymogami Agencji Unii Europejskiej ds. Bezpieczeństwa Lotniczego (EASA).
Do uzyskania licencji ATPL wymagane jest zdanie egzaminów teoretycznych powyżej 75% z następujących 13 przedmiotów:
- planowanie i monitorowanie lotu
- nawigacja ogólna
- radionawigacja
- meteorologia
- osiągi samolotu
- ogólna wiedza o samolocie
- instrumenty pokładowe
- człowiek - jego możliwości i ograniczenia
- masa i wyważenie
- prawo lotnicze
- komunikacja VFR & IFR
- procedury operacyjne
- zasady lotu.

Wszystkie egzaminy przeprowadzane są w języku angielskim.
W Polsce od września 2017 roku pytania na egzaminie państwowym są punktowane tzn. zależnie od poziomu trudności pytania.
Chętny wszystkie egzaminy musi zaliczyć maksymalnie w sześciu sesjach przeprowadzanych przez Urząd Lotnictwa Cywilnego (lub jego odpowiednik) w przeciągu osiemnastu miesięcy. Do każdego z przedmiotów chętny może podejść maksymalnie cztery razy (tylko jeden raz w danej sesji egzaminacyjnej – jeśli zaliczy na mniej niż wymagane 75% – kolejny raz może podejść dopiero w następnej sesji).
Komplet zdanych egzaminów teoretycznych na licencję ATPL oraz egzaminów praktycznych: CPL, IR, ME oraz MCC pozwala uzyskać tzw. licencję ATPL frozen, upoważniającą jedynie do pełnienia funkcji drugiego pilota w przewozie lotniczym. Pełną licencję ATPL uprawniającą do pełnienia funkcji dowódcy statku powietrznego można uzyskać dopiero posiadając 1500 h nalotu ogólnego, w tym 500 h nalotu w załodze wieloosobowej.

## Typy licencji ATPL
- ATPL(A) – licencja pilota samolotowego liniowego
- ATPL(H) – licencja pilota śmigłowcowego liniowego